# Sphaerobunus singularis
Sphaerobunus singularis is een hooiwagen uit de familie Gonyleptidae.